# BNP Paribas Bank Polska
BNP Paribas Bank Polska S.A. (укр. БіЕнПі Паріба Банк Польща) — польський комерційний банк зі штаб-квартирою у Варшаві. Входить до міжнародної банківської групи «BNP Paribas».

## Історія
Банк заснований у 1975 як «Bank Gospodarki Żywnościowej».
У 2008 році «Fortis Bank Polska» злився з «Dominet Bank», який згодом був перетворений у «BNP Paribas Bank Polska» після того, як 75% акцій «Fortis Bank Belgium» (безпосередній власник «Fortis Bank Polska») було придбано «BNP Paribas».

### Інтеграція банку «BGŻ» з «BNP Paribas Bank Polska»
10 жовтня 2014 правління банків «BGŻ» та «BNP Paribas Bank Polska» домовились та підписали план злиття обох суб'єктів господарювання. Злиття полягало в передачі всіх активів «BNP Paribas Bank Polska» банку «BGŻ». У той же час капітал банку «BGŻ» збільшився з 56 138 764 злотих до 84 238 318 злотих за рахунок випуску 28 099 554 акцій (акції злиття) номінальною вартістю 1 злотий.
Банк «BGŻ» випустив випущені акції діючим акціонерам «BNP Paribas Bank Polska». В обмін на 6 акцій BNP Paribas Bank Polska акціонери цього банку отримали 5 акцій злиття.
18 травня 2015 акції об'єднаного банку були внесені до котирувань на біржі.
Злиття двох банків стало наслідком поглинання контролю над банком «BGŻ» групою «BNP Paribas» у середині вересня 2014 року. Об'єднана ринкова частка банку становила близько 4%, і він був сьомим найбільшим банком у Польщі за вартістю активів.
Юридичне злиття «Bank Gospodarki Żywnościowej» та «BNP Paribas Bank Polska» відбулося 30 квітня 2015 року шляхом передачі всіх активів «BNP Paribas Bank Polska SA» в банк «BGŻ SA». Після злиття банк отримав назву «Bank BGŻ BNP Paribas SA».
У вересні та жовтні 2017 банк представив свою безконтактну платіжну послугу «Android Pay» та новий додаток для мобільних пристроїв GoPlanet. Згодом введено платежі BLIK.

### Злиття з «Sygma Bank Polska»
На початку грудня 2015 банк «BGŻ BNP Paribas» придбав у «BNP Paribas Personal Finance» весь пакет акцій «Sygma Bank Polska», заявивши про намір ліквідувати бренд «Sygma Bank».
31 травня 2016 відбулося злиття, внаслідок якого активи «Sygma Bank Polska» були передані банку «BGŻ BNP Paribas SA». Операційне злиття було завершено між 20 та 23 жовтня 2017 року, коли послуга транзакцій «Sygma Online» була закрита, а колишні клієнти банку переведені до системи «BGŻ BNP Paribas».

### Злиття з окремою частиною Райффайзен Банку Польська
31 жовтня 2018 року банк «BGŻ BNP Paribas SA» перейняв основні активи «Raiffeisen Bank Polska», що було підтверджено відповідним записом до Реєстру національних судів.

### Ребрендинг у BNP Paribas Bank Polska
30 березня 2019 року (де-юре 1 січня 2019) «BGŻ BNP Paribas» змінив назву на «BNP Paribas Bank Polska», тому вебсайт з адресою «bgzbnpparibas.pl» був змінений на «bnpparibas.pl», а з назви програми «BGŻ BNP Paribas GO Mobile», частка «BGŻ» прибрана. Додаток мобільного гаманця колишнього RBPL змінив кольори з білого та жовтого на білий і зелений, а логотип «Raiffeisen Polbank» змінено на «BNP Paribas».
У 2023 році банк був оштрафований за те, що обмежив кількість заявок на кредитні канікули - програму, яка дозволяє польським власникам кредитів відтермінувати платежі, щоб допомогти їм в умовах зростання вартості життя, максимум до двох місяців замість необхідних восьми.